# Tokyo Skytree
Tokyo Skytree (яп. 東京スカイツリー; досл. Небесне дерево Токіо) — телевізійна вежа, зведена в одному з особливих районів міста Токіо — Суміді.
Висота вежі становить близько 634 метри, що майже вдвічі вище Токійської телевізійної вежі, вона офіційно визнана найвищою телевежею у світі.
Будівництво розпочалося в липні 2008 року, і завершено 29 лютого 2012 року. 
Мовлення з "Небесного дерева" розпочалося у квітні 2012.
Раніше ця будівля була відома як Нова вежа Токіо та Телевежа в Суміді. Назва «Небесне дерево Токіо» була обрана за підсумками конкурсу, який проходив з квітня по травень 2008 року.
Вежа використовується для цифрового теле- та радіомовлення.

## Примітки